# Hanau-Lichtenberg
La contea di Hanau-Lichtenberg fu uno Stato del Sacro Romano Impero esistente dal 1458 al 1736.

## Storia

### La formazione della contea
Nel 1452, dopo un solo anno di regno, morì Reinardo III di Hanau e il suo territorio originario venne suddiviso tra i suoi quattro figli che andarono a formare quattro dinastie differenti. Filippo, il suo primogenito di appena quattro anni, ricevette la contea di Hanau-Münzenberg, mentre suo zio Filippo il Vecchio ottenne nel 1458 il dominio della contea di Hanau-Babenhausen, sempre derivata dall'antica contea di Hanau. Nel 1458, però, Filippo I il Vecchio sposò Anna di Lichtenberg (1442-1474), una delle due ereditiere del conte Luigi V di Lichtenberg (1417 - 1474) e come tale unì i domini della moglie ai propri dando vita alla contea di Hanau-Lichtenberg.

### L'eredità degli Zweibrücken
Nel 1570 la famiglia ottenne nuovi territori grazie alla morte del conte Giacomo di Zweibrücken-Bitsch (1510-1570), il quale aveva lasciato a sua erede la sua unica figlia Margherita (1540-1569), sposata con Filippo V di Hanau-Lichtenberg (1541-1599). Ella portò in dote la contea di Bitsch e la signoria di Ochsenstein, già formalmente feudi del ducato di Lorena.
Il contrasto si aprì subito con gli altri membri della famiglia di Zweibrücken-Bitsch in quanto anche il conte Filippo I di Leiningen-Westerburg era intenzionato ad appropriarsi di questi domini. Se Filippo I faceva valere i propri diritti matrimoniali, Filippo V lo screditava sul piano religioso dal momento che egli era luterano e i suoi possedimenti si trovavano in Lorena che era retta da sovrani cattolici. Filippo V decise di reagire con la forza facendo occupare le due contee dalle proprie truppe nel 1572 ma Filippo I di Leiningen-Westerburg si fece forte dell'alleanza col duca di Lorena il che scoraggiò Filippo V a proseguire militarmente le proprie azioni, preferendovi la linea legale. Egli fece infatti ricorso alla corte imperiale di Vienna.
La questione si protrasse per diversi anni e solo nel 1606 venne raggiunto un accordo soddisfacente secondo il quale la contea di Bitsch sarebbe tornata al ducato di Lorena, mentre la signoria di Ochsenstein venne mantenuta dagli Hanau-Lichtenberg. La scelta si dimostrò quantomai felice dal momento che essa corrispondeva approssimativamente alla realtà religiosa dei due domini.

### L'annessione dell'Hanau-Münzenberg
Deceduto nel 1642 il conte di Hanau-Münzenberg, con lui si estinse la linea maschile degli Hanau-Münzenberg e, secondo un concordato di successione firmato dalle due famiglie nel 1610, i loro domini passarono alla linea di Hanau-Lichtenberg. Fu così che il diciannovenne conte Federico Casimiro (1623 - 1685) poté fregiarsi del titolo di conte di Hanau e riunire nelle proprie mani i due domini dopo oltre due secoli di separazione, pur mantenendo ad ogni modo distinte le due entità territoriali ed amministrative.
Nel frattempo era scoppiata la Guerra dei Trent'anni che danneggerà pesantemente tutta quanta la regione negli anni successivi e fu anche per questo che Federico Casimiro dovette sposare Sibilla Cristina di Anhalt-Dessau (1603-1686), già moglie di Filippo Luigi III di Hanau-Münzenberg la quale disponeva della forza economica necessaria per rimpinguare le languenti casse dello Stato. Questo matrimonio non produsse eredi.
Alla morte del conte Federico Casimiro, deceduto senza figli nel 1685, i suoi territori vennero nuovamente divisi tra i figli di Giovanni Reinardo II di Hanau-Lichtenberg: Filippo Reinardo (1664-1712) ricevette la contea di Hanau-Münzenberg, mentre Giovanni Reinardo III (1665-1736) quella di Hanau-Lichtenberg. La contea di Hanau-Lichtenberg divenne quindi nuovamente uno Stato indipendente. Quando Filippo Reinardo morì senza eredi diretti, il fratello Giovanni Reinardo III ereditò i suoi domini annettendo la contea di Hanau-Münzenberger come parte dei propri territori, andando nuovamente a formare la contea di Hanau come entità unita.

### L'annessione all'Assia-Kassel
Giovanni Reinardo III morì nel 1736 ed egli era l'ultimo discendente maschile della sua casata. Nel 1643 già la sua famiglia aveva stipulato un contratto che avrebbe proteso alla successione in mancanza di eredi a favore del langraviato d'Assia-Kassel, e questo venne rafforzato ancora di più grazie al matrimonio dell'unica figlia di Giovanni Reinardo III, Carlotta (1700 - 1726) con il principe ereditario Luigi d'Assia-Kassel (poi Luigi VIII d'Assia-Kassel; 1691 - 1768) il quale l'annetté ai propri domini diretti.
Nel 1803 lo Stato virtualmente iniziò il suo lento smembramento: la sponda a destra del reno passò al Granducato di Baden, mentre la parte a sinistra fu per la maggior parte ceduta alla Francia. La zona attorno a Pirmasens venne ceduta definitivamente alla Baviera nel 1815.

## Conti di Hanau-Lichtenberg (1458-1736)
| Immagine | Nome                                                        | Regno     |
| -------- | ----------------------------------------------------------- | --------- |
|          | Filippo I il Vecchio                                        | 1458–1480 |
|          | Filippo II                                                  | 1480–1504 |
|          | Filippo III                                                 | 1504–1538 |
|          | Filippo IV                                                  | 1538–1590 |
|          | Filippo V                                                   | 1590–1599 |
|          | Giovanni Reinardo I                                         | 1599–1625 |
|          | Filippo Wolfgang                                            | 1625–1641 |
|          | Federico Casimiro con Giovanna di Öttingen dal 1641 al 1647 | 1641–1685 |
|          | Giovanni Reinardo III                                       | 1685–1736 |